# Pain
Pain е шведска индъстриъл група, солов проект на един от лидерите на скандинавската метъл сцена Петер Тегтгрен.

## История
През 1996 година Тегтгрен, който е продуцент на много дет и блек метъл групи, решава да се впусне в експерименти с електронната музика, без с това да променя облика на основната си група Hypocrisy, където е фронтмен и китарист. Така записва в собственото си студио The Abyss първия едноименен албум на Pain, изцяло композиран и изсвирен от него и издаден от Nuclear Blast.
Тъй като проектът е солов и Тегтгрен има ангажименти и към други групи, в началото дори не планира да прави участия на живо с Pain, но това се променя след успеха на втория албум, „Rebirth“, издаден през 1999 година от Stockholm Records. Първият сингъл от албума, „End Of The Line“, получава златен статут и видеото към него се излъчва по много музикални телевизии. Песни от албума звучат и в хитовите шведски екшън-филми „Nolltolerans“ и „Vingar Av Glas“.
През 2002 година Тегтгрен издава третия си албум с Pain, „Nothing Remains the Same“, който вече е силно ориентиран към електрониката. Особено популярен става първият сингъл „Shut Your Mouth“, благодарение на клипа, въртян по MTV и други телевизии: забавна история за едно извънземно, настанило се да живее в къщата на Петер. Своеобразно продължение е четвъртият албум „Dancing with the Dead“, издаден през 2005 година.
През 2006 година Pain сменя издателя си и подписва с Roadrunner Records. На следващата година излиза петият студиен албум „Psalms of Extinction“, в който музикантът демонстрира нов готик имидж. Част от песните в албума могат да се чуят от официалния сайт на групата.
Сред групите, оказали музикално влияние върху творчеството му с Pain, Тегтгрен посочва Rammstein, Depeche Mode, AC/DC и Pantera.
Първият концерт на Pain в България е на 25 април 2009 година в София.

## Дискография

### Студийни албуми
- 1997 – Pain
- 1999 – Rebirth
- 2002 – Nothing Remains the Same
- 2005 – Dancing with the Dead
- 2007 – Psalms of Extinction
- 2008 – Cynic Paradise
- 2011 – You Only Live Twice
- 2016 – Coming Home

### Видео албуми
- 2006 – Live Is Overrated
- 2012 – We Come in Peace